# XXV Premis Turia
Els XXV Premis Turia foren concedits el 2 de juliol de 2016 per la revista valenciana Cartelera Turia amb la intenció de guardonar les persones i col·lectius que haguessen destacat l'any anterior en qualsevol de les categories i seccions que cobria la revista: cinema (pel·lícula espanyola i estrangera, actor i actriu), teatre, arts plàstiques, literatura, gastronomia, mitjans de comunicació, esports, música i literatura. La llista de guanyadors era escollida per l'equip de redactors i col·laboradors de la revista. Compta amb la col·laboració de l'Institut Municipal de Cultura i Joventut de Burjassot, Caixa Popular, la Universitat de València i la conselleria de Turisme de la Generalitat Valenciana.
L'entrega es va dur a terme a l'Auditori Casa de Cultura de Burjassot i fou presentada per Arturo Blay i Amadeo Salvador, locutors del programa Locos por Valencia de la Cadena SER, amb l'actuació de l'humorista Xavi Castillo i les musicals de Camut Band.
El premi consisteix en una estàtua que imitava la que sortia a la mítica pel·lícula El falcó maltès (1950) de John Huston.

## Guardons
Els guanyadors de l'edició foren: 
| Categoria                                 | Premiat                                   | Labor premiada                    |
| ----------------------------------------- | ----------------------------------------- | --------------------------------- |
| Millor Pel·lícula Espanyola               | A cambio de nada                          | Daniel Guzmán                     |
| Millor Pel·lícula Estrangera              | Taxi Teheran                              | Jafar Panahi                      |
| Millor Opera Prima                        | Techo y comida                            | Juan Miguel del Castillo          |
| Premi Especial Turia                      | Joaquim Oristrell                         | Hablar                            |
| Millor llargmetratge documental valencià  | Sueños de sal                             | Alfredo Navarro                   |
| Millor curtmetratge valencià              | 14 anys i un día                          | Lucía Alemany                     |
| Premi Especial Cinema                     | Rafa Gassent i Garcia                     |                                   |
| Premi Nous Realitzadors                   | Paula Ortiz Álvarez                       | La novia                          |
| Millor Actor                              | Pedro Casablanc                           | B, la película                    |
| Millor Actriu                             | Natalia de Molina                         | Techo y comida                    |
| Millor Actor Revelació                    | Fernando Colomo                           | Isla bonita                       |
| Millor Actriu Revelació                   | Olivia Delcán                             | Isla bonita                       |
| Millor actor de televisió                 | Nacho Fresneda                            | El Ministerio del Tiempo          |
| Millor contribució literària              | Santiago Posteguillo                      | -                                 |
| Millor contribució teatral                | Rebeca Valls                              | Vània i M'esperaràs               |
| Millor contribució mitjans de comunicació | Miguel Ángel Aguilar Tremoya              |                                   |
| Millor contribució cultura del vi         | Bodegas Vegamar (Calles)                  | -                                 |
| Millor contribució gastronòmica           | Restaurant japonès Nozomi (València)      | -                                 |
| Millor contribució cultural del còmic     | Daniel Torres                             | La casa. Crónica de una conquista |
| Millor contribució cívica                 | Carmen Alborch                            |                                   |
| Premis especials                          | Metges del Món                            | 25è Aniversari                    |
| Premis especials                          | Venus O'Hara                              | Diputada a les Corts per PSPV     |
| Premis especials                          | Interviú                                  | 25è Aniversari                    |
| Premis especials                          | Grup Assaig de la Universitat de València |                                   |
| Millor programa de televisió              | Días de cine                              | 25è Aniversari                    |
| Premi Huevo de Colón                      | Miquel Iceta                              |                                   |

## Premi per votació dels lectors
| Categoria                    | Pel·lícula  | Director     |
| ---------------------------- | ----------- | ------------ |
| Millor pel·lícula espanyola  | Truman      | Cesc Gay     |
| Millor pel·lícula estrangera | Sufragistes | Sarah Gavron |